# ورنر کلارجس
ورنر کلارجس (انگلیسی: Verner Clarges؛ ۹ ژانویه ۱۸۴۶ – ۱۱ اوت ۱۹۱۱) هنرپیشه اهل انگلستان-آمریکا بود.
وی بازیگر فیلم‌هایی همچون تنبیه بوده است.